# Перетворювач
Перетво́рювач — пристрій, елемент електричних, гідравлічних, пневматичних та інших схем, який перетворює один вид енергії на інший або сприяє цьому.

## Класифікація
- За характером і видом перетворюваної енергії перетворювачі класифікуються на однорідні і неоднорідні.

Однорідні перетворювачі
Однорідні перетворювачі мають однакову за фізичною природою вхідну й вихідну величину. Наприклад, підсилювачі, трансформатори, випрямлячі перетворюють електричні величини на електричні з іншими параметрами.
Неоднорідні перетворювачі
Серед неоднорідних найбільшу групу становлять перетворювачі неелектричних величин на електричні (термопари, терморезистори, тензометричні давачі, п'єзоелементи і т.ін.).
Перетворювачі із джерелом живлення
За видом вихідної величини ці перетворювачі поділяються на дві групи: генераторні, що мають на виході активну електричну величину ЕРС, і параметричні — з пасивною вихідною величиною у вигляді R, L або С.
- За призначенням виокремлюють силові (наприклад, силові трансформатори тощо) та вимірювальні перетворювачі.